# Skandal vid hovet
Skandal vid hovet  (original: A Royal Scandal) är en amerikansk komedifilm från 1945. Ernst Lubitsch började regissera denna nyinspelning av sin egen film Det Förbjudna paradiset från 1924, men på grund av en hjärtattack fick han överlåta regin på Otto Preminger och istället enbart producera.

## Handling
Katarina den stora låter den franska ambassadören som är på besök vänta, medan hon roar sig med en löjtnant som hon utnämner till chef över palatsvakten. Under tiden planerar några generaler på slottet revolution.

## Rollista
- Tallulah Bankhead - Katarina den stora
- Charles Coburn - kansler Nicolai Iiyitch
- Anne Baxter - baronessan Anna Jaschikoff
- William Eythe - löjtnant Alexei Chernoff
- Vincent Price - markis de Fleury, fransk ambassadör
- Mischa Auer - kapten Sukov
- Sig Ruman - general Ronsky
- Vladimir Sokoloff - Malakoff
- Mikhail Rasumny - berusad general